# Wilhelm Härtel
Wilhelm Härtel (ur. 23 lipca 1903 w Probstzelli koło Saalfeld) – funkcjonariusz SS w stopniu SS-Untersturmführera pełniący funkcje dowódcy straży (niem. Schutzhaftlagerführer) w niemieckich nazistowskich obozach koncentracyjnych Majdanek i Dachau. 
Z zawodu był kupcem. W latach 1919–1923 należał do brygady ochotniczej Ehrhardt, w której walczył w krajach nadbałtyckich i przeciwko powstańcom śląskim. Członek NSDAP od sierpnia 1931 roku o numerze partyjnym 597956 i numerze ewidencyjnym SS. 107620. Służył w Wehrmachcie, z którego 1 października 1940 roku został przeniesiony do czynnej służby w Waffen-SS. W 1942 r. został wcielony do załogi wartowniczej, skąd latem oddelegowano go do szkoły oficerów administracyjnych SS (SS-Führerschule des Verwaltungsdienstes) w Dachau. Po jej ukończeniu został ponownie przeniesiony do obozu w Lublinie, gdzie w 1943 r. był oficerem w wydziale IV. Następnie mianowano go zastępcą szefa administracji obozowej od marca 1943 r. przed odkomenderowaniem do KL Warschau.